# Sandagdordżijn Erdenbat
Sandagdordżijn Erdenbat, mong. Сандагдоржийн Эрдэнэбат (ur. 17 czerwca 1966 w Ułan Bator) – mongolski trener piłkarski. 

## Kariera trenerska
Od stycznia 2011 do lata 2014 prowadził reprezentację Mongolii.